# Qntal
Qntal (ausgesprochen „Kan-tall“) ist ein deutsches Musikprojekt, das die Musik des Mittelalters mit Electro-Einflüssen verknüpft.

## Geschichte
Qntal wurde 1991 vom Deine-Lakaien-Musiker Ernst Horn gemeinsam mit Michael Popp gegründet. Popp spielte bei Deine Lakaien als Livemusiker und hatte Estampie begründet. Qntal sollte avantgardistische Elektronik mit schwebendem weiblichem Gesang und mittelalterlichen Instrumenten verknüpfen. Als Sängerin kam die Estampie-Musikerin Sigrid „Syrah“ Hausen zur Band.
1992 wurde das erste Album Qntal I vom Label Chrom Records, bei dem auch Deine Lakaien und Estampie zu dieser Zeit waren, veröffentlicht. Aufgrund der recht guten Resonanz von Presse und Fans führten die drei das Projekt fort und veröffentlichten im Jahr 1995 Qntal II. Danach spielte Qntal eine Tournee als Vorband von Deine Lakaien.
Im Jahr 1999 verließ Ernst Horn Qntal. Seine Arbeitsweise allein im Studio ließ nur begrenzten Einfluss der anderen Mitglieder zu, was zu Unstimmigkeiten führte. Später gründete er das Projekt Helium Vola um seine musikalischen Ansichten radikaler umsetzen zu können. Michael Popp sieht in dieser Zäsur für Qntal den Übergang vom Projekt zur Band.
Mit Philipp Groth als Keyboarder setzten Michael Popp und Sigrid Hausen die Arbeit fort und veröffentlichten im Februar 2003 Qntal III – Tristan und Isolde. Außerdem erschienen mit O, Tristan und Nihil die ersten Singles der Bandgeschichte. Später im selben Jahr nahm Qntal auf dem Wave-Gotik-Treffen in Leipzig eine Live-DVD auf. 2005 erschien Qntal IV – Ozymandias und die Single Cupido, ein Jahr später Qntal V – Silver Swan und die Single Von den Elben.
Im Jahr 2007 traten Qntal auf dem Wave-Gotik-Treffen gemeinsam mit Estampie im Schauspielhaus in Leipzig auf. Am 29. Februar 2008 wurde das Album Qntal VI – Translucida veröffentlicht.
Während einer längeren Schaffenspause verließ Philipp Groth die Band und Leon Rodt übernahm die Funktion des Produzenten.
Am 21. November 2014 veröffentlichte Qntal ihr siebtes Studio-Album Qntal VII. 
Am 9. März 2018 erschien mit Qntal VIII – Nachtblume das achte Studioalbum. Dort wurden, neben der bekannten mittelalterlichen Lyrik, Texte des deutschen Romantikers Joseph von Eichendorff sowie des deutschen Fantasy- und Science-Fiction-Autors Markus Heitz vertont.

## Stil
Qntal kombiniert mittelalterliche Lyrik mit modernen elektronischen Klängen. Dabei verbinden Qntal Synthesizer-Klänge mit Samples und Originalaufnahmen historischer Instrumente wie Laute und Schalmei. Sigrid „Syrah“ Hausens klassischer Gesang bewegt sich im Mezzosopran. Das Schlagzeug wird durch Samples oder Synthesizer gebildet. Die Tempi sind in der Mehrzahl langsam, der Charakter vieler Lieder balladesk. 
Das Repertoire besteht aus mittelalterlichen Texten in alt- und mittelhochdeutscher, lateinischer, englischer, provenzalischer und altfranzösischer Sprache. Qntal legt Wert auf historisch korrekte Aussprache und Betonung.

## Name
Der Name Qntal ist der Sängerin Syrah nach ein Fantasiewort, das ihr im Traum erschien.

## Diskografie

### Alben
- 1992: Qntal I
- 1995: Qntal II
- 2003: Qntal III – Tristan und Isolde
- 2005: Qntal IV – Ozymandias
- 2006: Qntal V – Silver Swan
- 2008: Qntal VI – Translucida
- 2008: Purpurea – The Best of Qntal
- 2014: Qntal VII
- 2018: Qntal VIII – Nachtblume
- 2022: Qntal IX – Time stands still

### Singles und EPs
- 1993: Qntal (Promo-Copy) 12' Vinyl/33 Stereo (D; ad mortem..., doussa res, por mau tens, floris e blanchaflor)
- 2003: O, Tristan (Single)
- 2003: Nihil (Single)
- 2004: Illuminate (USA; EP mit Nihil und O, Tristan)
- 2005: Cupido (Single)
- 2006: Von den Elben (Single)

### DVDs
- 2003: Live